# Савино (Галичский район)
Савино — деревня в составе Дмитриевского сельского поселения Галичского района Костромской области России.

## География
Деревня расположена у автодороги Судиславль — Солигалич Р100, у реки Пойма.

## История
Согласно Спискам населённых мест Российской империи в 1872 году деревня относилась к 2 стану Галичского уезда Костромской губернии. В ней числилось 14 дворов, проживали 35 мужчин и 45 женщин.
Согласно переписи населения 1897 года в деревне проживало 65 человек (26 мужчин и 39 женщин).
Согласно Списку населённых мест Костромской губернии в 1907 году деревня относилась к Воскресенской волости Галичского уезда Костромской губернии. По сведениям волостного правления за 1907 год в ней числилось 16 крестьянских дворов и 79 жителей. Основным занятием жителей деревни был малярный промысел.
До муниципальной реформы 2010 года деревня входила в состав Пронинского сельского поселения.

## Население
| 2008 | 2010 | 2012 | 2014 |
| ---- | ---- | ---- | ---- |
| 0    | →0   | →0   | →0   |